# Аджумани, Янник
Янник Аджумани (фр. Yannick Adjoumani; род. 29 декабря 2002, Кот-д’Ивуар) — ивуарийский футболист, защитник шведского клуба «Хеккен».

## Клубная карьера
Воспитанник академии ивуарийского клуба «АСЕК Мимозас». 30 декабря 2020 года на правах аренды перешёл в шведский «Хеккен», выступавший в Аллсвенскане. Срок арендного соглашения рассчитан на один год и включает в себя пункт о выкупе. Первую игру в составе клуба провёл 21 февраля 2021 года в рамках группового этапа кубка Швеции против «Далькурда», когда он появился на поле на 20-й минуте встречи вместо Вальгейра Фридрикссона. В этом розыгрыше «Хеккен» дошёл до финала. В решающей игре с «Хаммарбю», состоявшейся 30 мая, Аджумани участия не принимал. Основное и дополнительное время встречи завершилось нулевой ничьей, а в серии послематчевых пенальти точнее оказался соперник. 15 августа дебютировал в чемпионате Швеции в матче с «Дегерфорсом», заменив на 52-й минуте Оскара Сверриссона.

## Достижения
Хеккен:
- Финалист кубка Швеции: 2020/21

## Клубная статистика
| Выступление      | Выступление      | Выступление      | Лига | Лига | Кубки | Кубки | Конт.кубки | Конт.кубки | Итого | Итого |
| Клуб             | Лига             | Сезон            | Игры | Голы | Игры  | Голы  | Игры       | Голы       | Игры  | Голы  |
| ---------------- | ---------------- | ---------------- | ---- | ---- | ----- | ----- | ---------- | ---------- | ----- | ----- |
| Хеккен           | Аллсвенскан      | 2021             | 1    | 0    | 2     | 0     | 0          | 0          | 3     | 0     |
| Хеккен           | Итого            | Итого            | 1    | 0    | 2     | 0     | 0          | 0          | 3     | 0     |
| Всего за карьеру | Всего за карьеру | Всего за карьеру | 1    | 0    | 2     | 0     | 0          | 0          | 3     | 0     |